# Igino Cocchi
Igino Cocchi (Terrarossa, 27 ottobre 1827 – Livorno, 18 agosto 1913) è stato un geologo e paleontologo italiano.

## Biografia
Laureatosi all'Università di Pisa nel 1852, collaborò inizialmente alla cattedra di zoologia retta da Paolo Savi. Ma la sua attenzione, auspice l'amicizia di Giuseppe Meneghini, si rivolse presto alla geologia. In tal senso costituirono importanza, nella sua formazione, i viaggi che effettuò in Francia e in Inghilterra (a Parigi e a Londra visitò, rispettivamente, la Société géologique e la Geological Society). Da qui osservò l'arretratezza della geologia italiana e maturò la convinzione della necessità di una carta geologica d'Italia, di cui allora era ancora priva. Il suo primo lavoro degno di rilievo, che fu pubblicato all'estero nel 1855, riguardava le rocce sedimentarie della Toscana.
Dal 1860, a Firenze, fu professore ordinario di geologia nell'Istituto di studi superiori pratici di perfezionamento e curatore della collezione di paleontologia del Museo di storia naturale. In questo periodo studiò i fossili di pesce e, entrando nell'alveo del dibattito sulla datazione dei reperti umani, cercò di confutare le tesi di Boucher de Perthes e di Lartet.
Nel 1868 fondò la Sezione CAI (Club Alpino Italiano) di Firenze. www.caifirenze.it
Nel 1863 è il primo ad analizzare i resti del cosiddetto uomo dell'Olmo, un reperto di ominide, forse il più antico Homo Sapiens italico, ritrovato in provincia di Arezzo. Questo ritrovamento si inserisce in un clima di dibattito evoluzionistico e aiutò ad approfondire il legame tra geologia e paletnologia come strumenti concertabili di indagine sull'evoluzione.
Per il progetto della carta geologica, con il sostegno di Quintino Sella e Felice Giordano, cercò di ottenere aiuti, logicisti e finanziari, dallo Stato, ma con scarso successo. Infatti, nonostante i decreti attuativi per la realizzazione dell'opera, non vi fu uno specifico impegno finanziario nel bilancio statale. Per ridare impulso al progetto dovette attendere il 1866: al geologo toscano, nominato presidente della sezione geologica della Commissione per l'Esposizione universale di Parigi (1867), fu dato incarico, infatti, di dirigere i lavori per la preparazione della carta. Nonostante il breve lasso di tempo a disposizione, l'opera venne realizzata (ma non pubblicata), pur se priva dei dati relativi ai terreni dell'Italia meridionale e insulare.
Nel 1867 venne istituito il Comitato geologico d'Italia, di cui Cocchi fu il primo presidente, impegnandosi in particolare nello studio dell'isola d'Elba. Resse la predetta carica fino al 1873, data in cui la convinzione di non poter raggiungere l'obiettivo di una carta geologica completa lo portò a lasciare l'insegnamento e ad occuparsi della direzione della Società per lo sfruttamento marmifero delle Alpi Apuane, che aveva studiato con specifici contributi, anche relativi alla val di Magra.
A fine secolo spostò le sue ricerche sul versante della climatologia, dell'idrologia e delle acque termali, studiando, in particolare, le sorgenti di San Gemini. Rimase, tuttavia, fortemente ancorato alla geologia, partecipando alla costituzione della Società Geologica Italiana, di cui fu eletto presidente nel 1887 e nel 1895. Fu anche socio dell'Accademia dei Lincei e dell'Accademia dei Georgofili.
Negli ultimi anni di vita, a seguito di un viaggio compiuto in Finlandia nel 1902, si dedicò allo studio della lingua e della letteratura finnica, tanto da pubblicare nel 1906 (ed. Sinatti di Arezzo) la prima versione italiana del Kalevala, un poema epico finlandese, poi ristampato in due volumi nel 1909 (ed. di Città di Castello, con la prefazione di Domenico Ciampoli) e nel 1913 (ed. Casalanziana di Firenze).

## Opere principali

### Studi
- Monografia dei Pharyngodopilidae: nuova famiglia di pesci Labroidi. Studi paleontologici, Cellini, Firenze 1864.
- Mappe e carte, combustibili fossili, sali, solfo, marmi e altri prodotti litoidi, Dalmazzo, Torino 1865.
- L'uomo fossile nell'Italia centrale. Studi paleoetnologici, Società Italiana di Scienze Naturali, Milano 1867.
- Descrizione geologica dell'isola d'Elba per servire alla carta della medesima, Barbèra, Firenze 1871.
- Raccolta degli oggetti de' così detti tempi preistorici, Civelli, Firenze 1871.
- Sul ricensimento della provincia di Arezzo e sulla utilità di accelerarlo. Studi e Considerazioni, Tip. Bonducciana, Firenze 1892.
- La sorgente di Sangemini. Studio geo-idrologico, Fiorentino, Firenze 1898.
- Studi scientifici sull'acqua minerale naturale di Sangemini, Alterocca, Terni 1898.
- La Finlandia. Ricordi e studi, Le Monnier, Firenze 1902.

### Memorie
- Description des roches ignées de la Toscane suivie d'une catalogue detaille de ses roches dans leur ordre de succession geologique, Martinet, Paris 1856.
- Di alcuni resti umani e degli oggetti di umana industria dei tempi preistorici raccolti in Toscana, Bernardoni, Milano 1865.
- Sulla geologia dell'Alta Valle di Magra, Bernardoni, Milano 1866.
- La misura del tempo in geologia, Civelli, 1867.
- L'origine dei combustibili fossili, Treves, Milano 1868.
- Proprietà ed usi dei combustibili fossili, Treves, Milano 1869.
- Due memorie geologiche sulla Val di Magra, Barbèra, Firenze 1870.
- Note geologiche sopra Cosa, Orbetello e Monte Argentario nella provincia di Grosseto, Barbèra, Firenze 1871.
- Della vera posizione stratigrafica dei marmi saccaroidi delle alpi Apuane, Barbèra, Firenze 1871.
- Brevi cenni sui principali istituti e comitati geologici e sul r. comitato geologico d'Italia, Barbèra, Firenze 1871.
- Sulla origine dell'acido carbonico contenuto nelle acque sotterranee. Di due acque termali sotterranee. Due memorie ideologiche, Unione Tipografica Cooperativa, Perugia 1900.